# بدة (أرزوئية)
بدة (بالفارسية: پده) هي قرية تقع في إيران في Arzuiyeh Rural District. يقدر عدد سكانها بـ 144 نسمة .